# 郝志義
郝志義（1444年—？），字宜之，陝西延安府綏德州清澗縣人，軍籍。明朝政治人物。進士出身。

## 生平
陝西鄉試第十一名。成化五年（1469年）乙丑科會試第一百九十八名，殿試登進士第二甲第二十一名，授大理寺評事，進寺副，歷山西、四川左布政使，遷都察院右副都御史，巡撫湖廣。
正德元年（1506年），進刑部右侍郎。

## 家族
曾祖父郝四。祖父郝貞。父亲郝安，曾任知州。